# Then Comes Silence

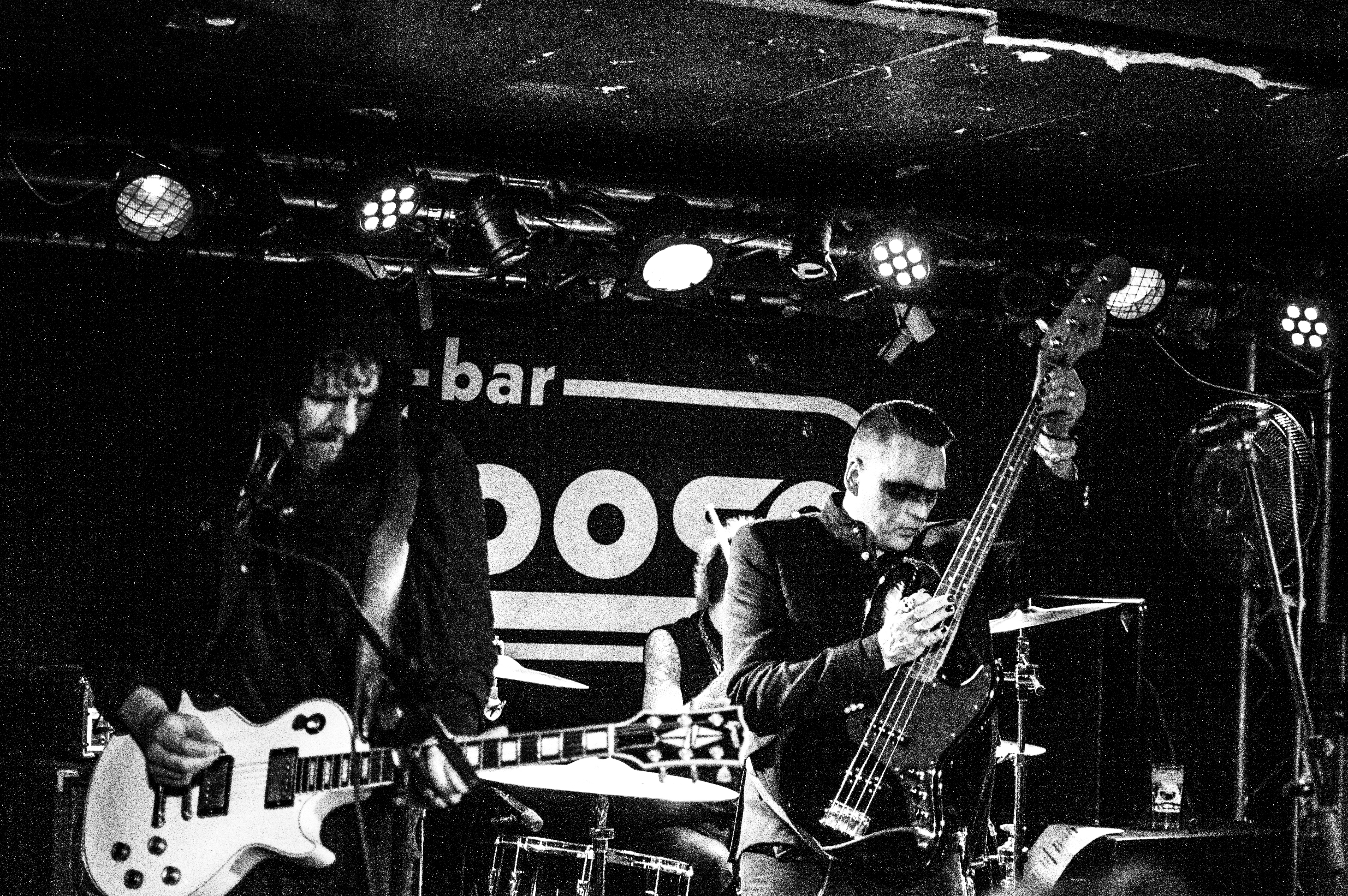
Then Comes Silence i Helsinki 2017

Then Comes Silence är en svensk musikgrupp, bildad 2012 i Stockholm. Musiken hämtar inspiration från skräck och spiritism och är influerad av postpunk och goth. Bandet har släppt tre album på labeln Novoton: Debutalbumet Then Comes Silence och uppföljaren Then Comes Silence II. Den 13 mars 2015 släpptes bandets tredje album Nyctophilian, också på Novoton.
År 2016 skrev gruppen kontrakt med det tyska skivbolaget Nuclear Blast och den 20 oktober 2017 släpptes den fjärde fullängdaren Blood.
Det femte albumet Machine släpptes den 13 mars 2020, samma dag som större delen av Europa gick in i lockdown på grund av Covid 19 pandemin. 
Bandet spelade på Roskildefestivalen 2013 och turnerar regelbundet i Europa. 2018 öppnade Then Comes Silence åt Fields of The Nephilim och Chameleons Vox.

## Medlemmar
Nuvarande medlemmar
- Alex Svenson – sång, basgitarr (2012–idag)[13][14]
- Mattias Ruejas Jonson – gitarr (2018–idag)[13]
- Hugo Zombie – gitarr (2018–idag)[13]
- Jonas Fransson – trummor (2015–idag)[15]

Tidigare medlemmar
- Karl Nilsson – trummor (2013–2015)[13]
- Seth Kapadia – gitarr (2012–2018)[13]
- Jens Karnstedt – gitarr (2013–2018)[13]

## Diskografi
Studioalbum
- 2012 – Then Comes Silence (Novoton Novo037)[16]
- 2013 – Then Comes Silence II (Novoton Novo045)[1][12]
- 2015 – Nyctophilian (Novoton NOVOCD055)[1][12][14]
- 2017 - Blood (Nuclear Blast)
- 2020 - "Machine" (Metropolis/SPV)

Singlar
- 2013 - "Can't Hide" (Novoton)
- 2014 – "She Lies In Wait" (Novoton)[17]
- 2014 - "Spinning Faster" (Novoton)
- 2015 - "She Loves The Night" (Novoton)
- 2015 - "Animals" (Novoton)
- 2016 - "Strangers" (Novoton)
- 2017 - "The Dead Cry For No One" (Nuclear Blast)
- 2017 - "Strange Kicks" (Nuclear Blast)
- 2017 - "Good Friday" (Nuclear Blast)
- 2020 - "We Lose The Night" (Metropolis/SPV)
- 2020 - "Ritual" (Metropolis/SPV)
- 2020 - "Apocalypse Flare" (Metropolis/SPV)